# Kaestneria
Kaestneria Wiehle, 1956 è un genere di ragni appartenente alla famiglia Linyphiidae.

## Distribuzione
Le sette specie oggi note di questo genere sono state rinvenute nella regione olartica e in Asia sudorientale: la specie dall'areale più vasto è la K. pullata, reperita in varie località della regione olartica.

## Tassonomia
Le caratteristiche peculiari di questo genere risultano dallo studio degli esemplari della specie tipo Stylophora dorsalis (Wider, 1834), effettuato da Wiehle nel 1956 e considerato valido dall'aracnologo Millidge (1984b) e da un lavoro di Merrett, Locket & Millidge del 1985.
Contra quest'analisi vi è un lavoro di Ivie del 1969 (che considera Kaestneria un sottogenere di Bathyphantes Menge, 1866) e un lavoro di Millidge del 1977, antecedente ai due succitati, in cui considera Kaestneria un sinonimo più recente di Cresmatoneta Simon, 1929.
A giugno 2012, si compone di sette specie:
- Kaestneria bicultrata Chen & Yin, 2000 — Cina
- Kaestneria dorsalis (Wider, 1834)[3] — Regione paleartica
- Kaestneria longissima (Zhu & Wen, 1983) — Russia, Cina
- Kaestneria minima Locket, 1982 — Malaysia
- Kaestneria pullata (O. P.-Cambridge, 1863) — Regione olartica
- Kaestneria rufula (Hackman, 1954) — USA, Canada
- Kaestneria torrentum (Kulczyński, 1882) — Europa orientale

### Specie trasferite
- Kaestneria approximata (O. P.-Cambridge, 1871); trasferita al genere Bathyphantes Menge, 1866[1].
- Kaestneria leucophthalmus (Fage, 1946); trasferita al genere Cresmatoneta Simon, 1929[1].
- Kaestneria rahmanni Tao, Li & Zhu, 1995; trasferita al genere Pacifiphantes Eskov & Marusik, 1994[1].